# Freehost
Freehost.ua (Фрихост, Фріхост) — українська хостингова компанія. Входить до трійки найбільших хостинг-провайдерів України. Компанія обслуговує понад 160 тисяч сайтів. Компанія акредитована Local Internet registry (LIR).

## Історія
Компанія заснована в 2002 році студентами факультету прикладної математики Київського політехнічного інституту. Директором і керівником компанії є Євген Шерман.
На 2008 рік компанія увійшла до лідерів серед українських доменних реєстраторів. Станом на 2010 рік компанія входила у трійку українських доменних реєстраторів і п'ятірку лідерів за кількістю зареєстрованих доменів. З 2010 по 2012 рік Freehost був технічним спонсором Міжнародної конференції «Інтернет-Бізнес». У червні 2011 року Freehost разом з ще п'ятьма українськими реєстраторами доменних імен підписав угоду про створення постійно діючої робочої групи з уніфікації правил і процедур обслуговування доменних імен.
У квітні 2012 року Freehost запустив сервіс очищення пошти від спаму і вірусів за допомогою Dr.Web Mail Security Suite. У жовтні 2012 року співробітники антивірусної лабораторії Zillya! заявили про те, що Freehost заблокував завантаження антивірусної програми Zillya!.
2011 року було запущено дата-центр стандарту tier 2+. Влітку 2011 року Freehost став офіційним учасником мережі обміну трафіком UA-IX. Крім того Freehost ввів в експлуатацію другий машинний зал дата-центру об'ємом 900 юнітів.
З 6 лютого по 6 березня 2013 року компанія проводила акцію із заохочення перенесень сайтів на доменне ім'я в зоні .com.ua. Через кілька місяців Freehost зареєстрував 300 тисячний домен у зоні .com.ua. У липні 2013 року компанія оголосила про завершення впровадження обладнання Brocade у власному дата-центрі. У вересні 2015 року Freehost запустив власний поштовий кластер.
У травні 2016 року близько тисячі сайтів, які обслуговував Freehost, перестали працювати. Офіційна позиція компанії полягала в тому, що причиною збою стала некоректна робота скрипту.
У січні 2018 року Freehost запустив оновлену версію конструктора для створення сайтів, який включає більше 190 різних шаблонів дизайну.

## Послуги
Freehost надає послуги хостингу та реєстрації доменів. Дата-центр надає віртуальний хостинг зі своєю власною панеллю, хмарний VPS хостинг, оренду фізичних серверів, розміщення серверів клієнтів і оренду стійок. Компанія розміщує понад тисячу одиниць серверного обладнання, 50 тисяч сайтів і 90 тисяч доменних імен. Послугами Freehost, станом на 2020 рік, користуються понад 82 тисяч користувачів, компанія обслуговує понад 162 тисяч сайтів. Пропускна здатність каналів дата-центрів Freehost — 120 Гбіт / с. Постачальниками обладнання для Freehost є Intel, Supermicro, Juniper, HP, Brocade.
Freehost також має партнерську програму, за якою 2019 року було виплачено 100 тисяч гривень.

## Нагороди
- «Компанія року 2019» за версією Всеукраїнського галузевого-аналітичного центру[34]
- Сертифікат Intel Gold Partner[1]